# 弥勒菩薩光臨堂
座標: 北緯35度47分40秒 東経140度29分19秒 / 北緯35.794401度 東経140.488495度

ラエリエン・マーク

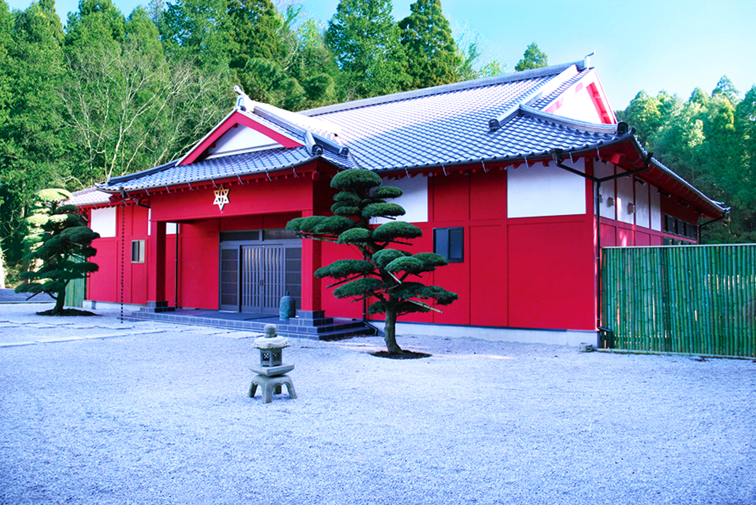
弥勒菩薩光臨堂(2010年)

弥勒菩薩光臨堂（みろくぼさつこうりんどう）は千葉県多古町にあるラエリアン・ムーブメントの施設（寺院）である。この施設は、エロハと瞑想に捧げられた最初に作られた施設である。
「光臨」の語は空よりの光を意味する。
光臨堂は2010年10月7日にラエルとエロハの第2回遭遇の35周年を記念して開設された。